# Bosbranden in Indonesië

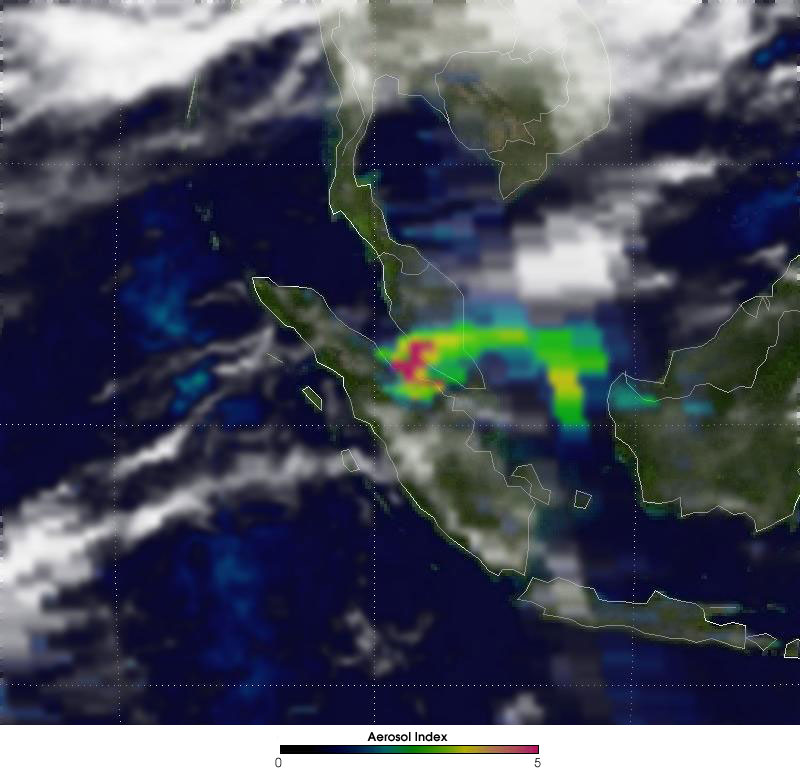
Rook boven Maleisië als gevolg van bosbranden in Indonesië

Grootschalige bosbranden vormen een regelmatig terugkerend probleem in Indonesië, met name op de eilanden Sumatra en Borneo. De branden worden grotendeels door mensen aangestoken, die zo op een illegale manier meer bouwland proberen te verkrijgen. Een van de redenen om dit te doen, is om palmolieplantages uit te breiden. Indonesië streeft ernaar, de grootste palmolieproducent van de wereld te worden. Een deel van de branden ontstaat wellicht spontaan, door de broeierige hitte in compost. In het droge seizoen krijgen de branden vanwege het uitblijven van regen kans om zeer lang te blijven woeden. Buiten Indonesië zijn er ook andere plaatsen in Zuidoost-Azië en Noord-Australië waar veel bosbranden woeden.
Vanwege de bosbranden ontstaat er enorm veel rook, die vaak duizenden kilometers verder nog overlast bezorgt aan omringende landen, waaronder met name Thailand, Maleisië, Brunei en Singapore.
Binnen Indonesië zelf worden regelmatig scholen gesloten vanwege de rook, raken vluchtschema's op vliegvelden ontregeld door vertraagde vluchten, en worden waarschuwingen gegeven voor het verkeer omdat de zichtbaarheid sterk wordt verminderd door de rook. De lokale bevolking draagt veelal stofmaskers om zich tegen de rook te beschermen. Het aantal gezondheidsklachten neemt ook toe vanwege de rook. Behalve voor mensen vormen de rook en het vuur ook een bedreiging voor de dieren die op Sumatra en Borneo leven, zoals de sumatraanse tijger. Buiten het directe gevaar van het vuur, wordt hun leefgebied door de jaren heen ook steeds kleiner doordat een groot deel van de regenwouden in bouwland wordt veranderd.
De ontbossing in Indonesië is zo sterk, dat het met 1,8 miljoen hectare ontbossing per jaar zelfs in het Guinness Book of Records zal worden opgenomen. Deze ontbossing komt echter niet alleen door bosbranden, maar ook door commerciële houtkap.

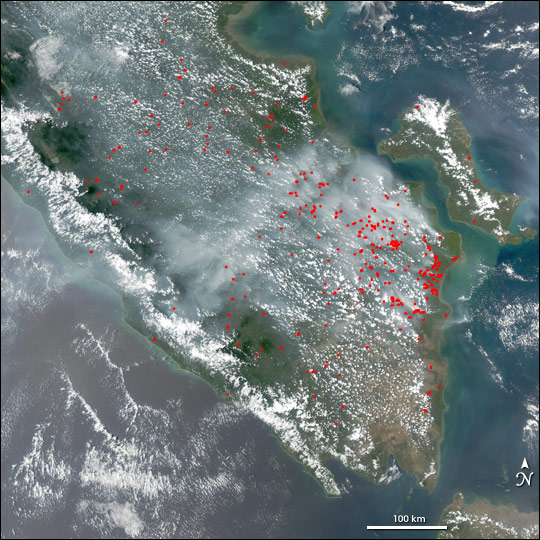
Satellietfoto met bosbranden op Sumatra, 2004

De plekken waar de branden woeden zijn duidelijk zichtbaar op satellietbeelden.

## Maatregelen tegen de bosbranden
Er worden diverse maatregelen getroffen tegen de bosbranden, maar doordat er
duizenden brandhaarden zijn, is het moeilijk het probleem op te lossen. Veelal vestigt men hierom de hoop op het aanbreken van de regentijd. Het streven van de Indonesische overheid is, om het aantal bosbranden in het jaar 2007 met 50% te doen afnemen. Hiervoor wordt 150 miljoen Amerikaanse dollar beschikbaar gesteld.
Enkele maatregelen die zijn getroffen of voorgesteld:
1. Boetes voor het veroorzaken van bosbranden
2. Confiscatie van landbouwgrond waar bosbranden ontstaan
3. Kunstmatig opwekken van regen
4. Blussen met water
5. Verhoging van het waterniveau in gebieden met veel compostgrond.
6. Het streven naar internationale samenwerking en werving van fondsen

In oktober 2006 heeft de president van Indonesië, Susilo Bambang Yudhoyono, aangegeven dat zijn land het verdrag tussen de ASEAN-landen over grensoverschrijdende luchtverontreiniging door rook zal ondertekenen.

### Boetes voor het veroorzaken van bosbranden
Vanuit de landelijke overheid werd in 2006 druk uitgeoefend op de regionale overheden om het probleem te adresseren. Het aanwijzen van verdachten is vaak niet eenvoudig, omdat de wet voorschrijft dat het noodzakelijk is dat er ooggetuigen zijn, die verklaren dat iemand moedwillig een brand heeft aangestoken. In september 2006 werden 75 verdachten aangewezen van het veroorzaken van bosbranden. Niet alleen individuele boeren werden beschuldigd, maar ook bedrijven die plantages proberen uit te breiden. Van boeren met een klein landbouwareaal werd geopperd, dat zij zich de risico's die aan bosbranden kleven onvoldoende realiseerden. Om deze reden werd geopperd dat betere voorlichting hierover noodzakelijk was. Door de jaren heen hebben slechts enkele mensen gevangenisstraf gekregen in verband met het veroorzaken van bosbranden.

### Kunstmatig opwekken van regen
Regelmatig worden er pogingen ondernomen kunstmatig regen op te wekken door met vliegtuigen regenwolken met chemicaliën te bestrooien. Indonesië zet hier wel militaire vliegtuigen voor in, die met speciale apparatuur is uitgerust. Deze methode kan effectief zijn en op korte termijn het probleem verlichten, maar is zeer afhankelijk van de aanwezigheid van genoeg regenwolken.

### Blussen met water
De effectiviteit van het op de 'traditionele' manier blussen van de branden door brandweerlieden is door de omvang van het probleem maar zeer beperkt. Wat is voorgesteld, is om waterbommen vanuit militaire vliegtuigen boven de brandhaarden te werpen. Deze methode is zeer duur, en wordt daarom ook niet of nauwelijks toegepast. In oktober 2006 werd bijvoorbeeld het plan opgevat, om twee Russische Ilyushin-vliegtuigen van Rusland te huren voor deze methode.

### Verhoging van het waterniveau in gebieden met veel compostgrond
Er werd vastgesteld, dat de voornaamste gebieden waar bosbranden plaatsvonden veel compostgrond bevatten. Grootschalige compostbranden zijn zeer moeilijk te blussen, vandaar dat is voorgesteld het waterniveau in gebieden waar zich veel compostgrond bevindt te verhogen. Een manier om dit te bewerkstelligen, is het bouwen van dammen.

### Het streven naar internationale samenwerking en werving van fondsen
Diverse landen, waaronder voornamelijk Singapore en Maleisië, willen met Indonesië samenwerken om het probleem te adresseren. Behalve preventieve maatregelen die tegen de branden worden getroffen, worden ook fondsen geworven.

## Chronologie
- 1982 en 1983: 36.000 km²
- 1987: 492 km²
- 1991: 1.189 km²
- 1994: 1.618 km²
- 1997 en 1998: 97.550 km², een dieptepunt, de rook kost de landen in Zuidoost-Azië ongeveer 9 miljard dollar
- 1999: 440,90 km²
- 2000: 82,55 km²
- 2001: 143,51 km²
- 2002: 366,91 km²
- 2003: 37,45 km²
- 2004: 139,91 km²
- 2005: 133,28 km²
- 2006: Een nieuw dieptepunt wordt bereikt. De rook bereikt Guam, dat 3.600 kilometer oostelijker in de Grote Oceaan ligt. Verder is de zichtbaarheid in Singapore sinds 1997 niet meer zo slecht geweest.
- 2015: 61.819 brandmeldingen,[2] de ergste branden in 20 jaar, mede door El Niño: 26.000km2 verwoest;[3] officieel vallen 19 slachtoffers, maar de indirecte sterfte door ademhalingsproblemen wordt op 100.000 geschat.[4] Een baby overlijdt aan acute ademhalingsstoornissen.[5]
- 2016: 16.128 brandmeldingen, een kwart van 2015, te danken aan het weer, La Niña en een gewijzigd overheidsbeleid.[2]
- 2019: meer dan 35.000 bosbranden geteld; het ergste jaar sinds 2015.[6]

1. ↑  http://s3-eu-west-1.amazonaws.com/static.nrc.nl/images/w1280/271015bui_bosbranden.jpg. Gearchiveerd op 5 maart 2016.
2. 1 2  (en) After Record-Breaking Fires, Can Indonesia’s New Policies Turn Down the Heat?. wri.org (19 september 2016). Gearchiveerd op 30 oktober 2019. Geraadpleegd op 3 september 2019.
3. ↑  (en) Exploring Indonesia's Long and Complicated History of Forest Fires. wri.org (16 februari 2017). Gearchiveerd op 13 april 2021.
4. ↑  (en) Haze from Indonesian fires may have killed more than 100,000 people – study. The Guardian (19 september 2016). Gearchiveerd op 17 mei 2023.
5. ↑  https://www.nu.nl/buitenland/4142123/dichte-rook-treft-babys-in-indonesie.html. Gearchiveerd op 7 oktober 2018.
6. ↑  BOSBRANDEN IN INDONESIË ZULLEN NOG JAREN GEZONDHEIDSPROBLEMEN VEROORZAKEN. ipsnews.be (8 oktober 2019). Gearchiveerd op 3 november 2019. Geraadpleegd op 3 november 2019.